# Leon 'Ndugu' Chancler
Leon "Ndugu" Chancler (Shreveport, 1 juli 1952 – Los Angeles, 3 februari 2018) was een Amerikaanse drummer in de pop, funk en jazz, die ook actief was als studiomuzikant. Hij was tevens componist, producer en pedagoog.

## Biografie
Chancler, de jongste uit een gezin met zeven kinderen, begon op ongeveer zijn dertiende te drummen. Tijdens zijn high school-tijd speelde hij o.a. met Willie Bobo en Gerard Wilson (in diens bigband). Hij studeerde af aan California State University, Dominguez Hills met een graad in muziekonderwijs. In de jaren zeventig werkte hij met onder meer Hugh Masekela, Herbie Hancock, Thelonious Monk, Miles Davis, Freddie Hubbard, Eddie Harris, Harold Land, Hampton Hawes, Bobby Hutcherson en Santana. Dat decennium speelde hij ook regelmatig bij George Duke. Hij was producer voor onder andere Flora Purim, Bill Summers en Kenny Rogers. Hij leidde eigen groepen (met daarin bijvoorbeeld Alphonso Johnson en Ernie Watts) en vormde een duo met Patrice Rushen. Hij werkte samen met de groepen Weather Report en de Jazz Crusaders. Hij toerde met Carlos Santana en Wayne Shorter en drumde voor popartiesten als Frank Sinatra, Donna Summer, Lionel Richie en Tina Turner. Hij speelde mee op "Thriller" van Michael Jackson.
In 2006 werd hij adjunct-assistent-professor 'Jazz Studies' aan de University of Southern California. Hij was ook 's zomers betrokken als docent bij de Stanford Jazz Workshop. Chancler was lid van de Percussive Arts Society.
Chancler overleed in 2018 thuis aan de gevolgen van prostaatkanker.

## Discografie
als leider:
- Do I Make You Feel Better? (met zijn groep Chocolate Jam Co.) (Sony/Epic, 1980)
- The Spread of the Future (met Chocolate Jam Co.) (Sony, 2008)
- Old Friends Live (MCA, 1989)

met Miles Davis
- Miles Davis at Newport 1955-1975: The Bootleg Series Vol. 4 (Columbia Legacy, 2015)

met Michael Jackson
- Thriller (Epic, 1982)

met Eddie Harris
- Excursions (Atlantic, 1966–73)

met Hampton Hawes
- Universe (Prestige, 1972)
- Blues for Walls (Prestige, 1973)

met Joe Henderson
- The Elements (Milestone, 1974)

met Harold Land
- Damisi (Mainstream, 1972)
- Choma (Burn) (Mainstream, 1972)

met Azar Lawrence
- Bridge into the New Age (Prestige, 1974)

met Julian Priester
- Love, Love (ECM, 1973)

met Santana
- Borboletta (Columbia, 1974)
- Amigos (Columbia, 1976)

met Lalo Schifrin
- No One Home (Tabu, 1979)

met Weather Report
- Tale Spinnin' (Columbia, 1975)